# Banja Luka
Banja Luka (na ćirilici: Бања Лука, do 15. st. Vrbaski/Vrbaški Grad) je drugi po veličini grad u Bosni i Hercegovini. Prema popisu stanovništva iz 2013. cijela općina broji 185 042 stanovnika i do 2019. bilježi pad budući da posljednja procjena zavoda za statistiku iznosi 184 843. Banja Luka je središte Bosanske Krajine, regije na sjeverozapadu BiH. Grad leži na rijeci Vrbasu. Banja Luka je de facto administrativni centar Republike Srpske.

## Pisanje imena
Dopušteno je pisanje imena grada kao Banjaluka i Banja Luka. Ako se oblik grada piše Banjaluka, onda se stanovnici grada nazivaju Banjalučani, a ako se ime grada piše Banja Luka, onda se stanovnici grada nazivaju Banjolučani. Slično vrijedi i za pridjeve, ako je Banjaluka onda je pridjev banjalučki, a ako je Banja Luka onda je pridjev banjolučki.

### Padežni oblici
| Nominativ – Tko? Što?        | Banjaluka ili Banja Luka    |
| Genitiv – Koga? Čega?        | Banjaluke ili Banje Luke    |
| Dativ – Komu? Čemu?          | Banjaluci ili Banjoj Luci   |
| Akuzativ – Koga? Što?        | Banjaluku ili Banju Luku    |
| Vokativ – Oj! (dozivanje)    | Banjaluko ili Banja Luko    |
| Lokativ – O komu? O čemu?    | Banjaluci ili Banjoj Luci   |
| Instrumental – S kim? S čim? | Banjalukom ili Banjom Lukom |

## Položaj
Banja Luka je drugi grad po veličini u BiH. Područje grada ima površinu od 1239 km2. Banja Luka leži s obje strane rijeke Vrbas, u tektonskoj uvali pravca sjeveroistok-jugozapad. Sam grad se prostire na 150 km2, a nalazi se na 44º46' sjeverne zemljopisne širine i 17º11' istočne zemljopisne dužine. Prosječna nadmorska visina iznosi 164 metra.

## Naseljena mjesta
Agino Selo,  
Banja Luka, Bistrica, 
Barlovci, 
Bastasi, 
Bočac, 
Borkovići, 
Bronzani Majdan,  
Cerici, 
Čokori, 
Debeljaci, Derviši,
Dobrnja, 
Dragočaj, 
Drakulić, 
Dujakovci, 
Goleši, 
Jagare, 
Kmećani, 
Kola, 
Kola Donja, 
Krmine, 
Krupa na Vrbasu, 
Kuljani, 
Lokvari, 
Lusići, 
Ljubačevo, 
Melina, 
Motike,
Obrovac,  
Pavići, 
Pavlovac, 
Pervan Donji, 
Pervan Gornji, 
Piskavica, 
Ponir, 
Potkozarje (Ivanjska),
Potok,
Prijakovci, 
Priječani, 
Prnjavor Mali, 
Radmanići, 
Radosavska, 
Ramići, 
Rekavice,   
Slavićka, 
Stratinska, 
Stričići, 
Subotica, 
Šargovac,  
Šimići, 
Šljivno, 
Verići,  
Vilusi, 
Zalužani,  
Zelenci.
Poslije potpisivanja Daytonskog sporazuma, općina Banja Luka je u cjelini ušla u sastav Republike Srpske.

## Povijest

### Prapovijest
Do sada poznati ostaci najstarijeg ljudskog obitavališta na području Bosne i Hercegovine otkriveni su 1949. godine na Kamenu kod Makljenovca. To je lokalitet na ušću rijeke Usore nedaleko od Doboja. Zapaža se prisutnost čovjeka i u dolini Vrbasa. Povoljan geografski položaj banjalučke kotline u donjem toku rijeke Vrbasa omogućavao je rano naseljavanje. Najstarije naselje u blizini Banje Luke otkriveno je u Klašnicama, poznato kao lokalitet „Pećine“. Naselje datira iz srednjeg kamenog doba, a pripadalo je tzv. kulturi musteriena.
Nalazi iz »Pećina« dokazuju da su ti naši davni prasta-novnici na ovome prostoru živjeli po pećinama, bavili se lovom, ribolovom i skupljanjem plodova. Ostaci kamenih predmeta sa spomenutog lokaliteta vidno su ornamentirani. U bakarnom dobu (eneolit: 2500. – 1800. godine pr. Kr.) nalazimo da je čovjek prisutan na spomenutom lokalitetu »Pećine« u Klašnicama i »Kastelu« u centru današnje Banje Luke. Posebnost iz ovog perioda predstavljaju naselja gradinskog tipa, građena na uzvišenjima, koja su opasana odbrambenim zidovima i palisadama. Takvo gradinsko naselje na području »Kastela« čini prvi kulturni soj, na kome se rađaju kasniji rimski, slavenski, srednjovjekovni i turski. Ovaj prvi kulturni sloj predstavlja prvo do sada otkriveno naselje na području Banje Luke. U Kastelu i Klašnicama otkrivene su glačane kamene i bakarne sjekire, te keramika s ornamentima, karakteristična za bakarno doba. Tragovi naselja iz brončanog doba (1800. – 700. godine pr. Kr.) naziru se u Barlovcima i Medenom polju (danas skladište banjolučke celuloze). Na tim lokacijama pronađeni su: bodeži, sjekire s krilcima, srpovi, koplja, narukvice, ukrasi za kosu... Metal i keramika također nose obilježja geometrijske dekoracije. Ovi nalazi mogu se vidjeti kao eksponati u Muzeju Bosanske krajine u Banjoj Luci. Istovremeno, nizvodno uz Savu razvijala su se naselja sojeničkog tipa (Donja Dolina).

### Stari vijek
Istraživanjima je utvđeno da su stanovnici banjolučkoga kraja u najdavnija vremena bili Kelti i Iliri, a da su im prethodili Hatidi. Rimska osvajanja zatekla su ovdje Ilire, podijeljene na plemena i plemenske grupe. Mnogi tragovi vladavine Rimljana, a ona je trajala oko 800 godina, nađeni su u Banjoj Luci i njenoj okolini putevi, ostaci naselja, novac, zgrade, grobnice... Pronalazak žrtvenika posvećenog bogu Jupiteru 1895. godine i otkopavanje nadgrobnog spomenika na kome su se jasno vidjela slova D.M. spadaju u važna arheološka otkrića.
Tijekom srednjeg vijeka grad je u okviru Hrvatskog Kraljevstva, od 1102. g. Hrvatsko-ugarskog kraljevstva. Unutar hrvatskog kraljevstva se od sredine 13. stoljeća se nalazi u banovini Slavoniji, a crkveno od 12.stoljeća u Zagrebačkoj biskupiji. U 13. stoljeću ulazi u sastav Bosanske Banovine, za vremena Hrvoja Vukčića Hrvatinića.

### Srednji vijek, razdoblje do osmanske vladavine
Banja Luka je bila obično najjužnije veće uporište Zagrebačke biskupije, a inače je pripadala Donjim krajevima, odnosno starohrvatskoj župi Plivi.
Početkom 15. st. pripada plemiću i hrvatskom banu Hrvoju Vukčiću Hrvatiniću. U to vrijeme se javlja i novi naziv – Banja Luka (u značenju Banska livada, po banu), koji je ostao do danas. Padom Bosne pod Turke 1463. g., Banja Luka je postala dijelom Jajačke banovine utemeljene radi otpora turskom osvajanju. U toj krajini bila je jedan od najvažnijih gradova.

### Osmanska vladavina
Godine 1528. g., Turci osvajaju cijelu Jajačku banovinu, time i Banju Luku. U osmanskoj državi postala je sjedište nahije (Banjolučka nahija), od 1553. Bosanskog sandžaka Turske Hrvatske, od 1580. do 1639. Bosanskog vilajeta te od 1851. Banjolučkog okruga.
Time počinje razdoblje turske vlasti koje je trajalo sve 1878. g. kada dolazi pod protektorat Austro-Ugarske Monarhije. U to vrijeme dolazi do bitnih promjena jer velik dio dotadašnjeg hrvatskog stanovništva iseljava prema zapadu, preostalo hrvatsko stanovništvo je pod pritiskom islamizacije, a u grad, kao i u sve krajeve koje su osvojili Turci, dolazi velik broj Vlaha, kasnije pravoslavnih Vlaha.
Najstarije tursko naselje bilo je u Gornjem Šeheru i razvijalo se pretežno s desne strane Vrbasa, dok se razvoj Banje Luke s lijeve strane odvijao drugom polovicom 16. stoljeća, naročito u doba Ferhat-paše koji je 1573. godine prenio središte bosanskog pašaluka iz Travnika u Banju Luku. Banja Luka je ostala središte Pašaluka sve do 1639. godine. Putopisci iz 17. stoljeća ističu Banju Luku kao veliko i napredno gradsko sjedište s jakom vojničkom posadom. U drugoj polovici 18. stoljeća stanovništvo Banje Luke se naglo smanjuje. Ovome je prethodilo prenošenje središta pašaluka 1639. godine iz Banje Luke, te česti i dugi ratovi s Austrijom i Ugarskom, kao i unutrašnji nemiri.
Banja Luka je, ipak, ponovo postala jako upravno, gospodarsko i obrtno središte, zahvaljujući svom povoljnom prometnom i klimatskom položaju. Zbog bogatog žitorodnog zaleđa – Lijevče polja i nadaleko čuvenih proizvoda banjolučkih obrtnika, naročito predmeta od kože, krzna, zlata i srebra, Banja Luka je privukla mnoge srpske obitelji, pogotovo iz Hercegovine, Makedonije i Sarajeva. Prema pisanju Giljferdinja, ruskog konzula u Sarajevu, gotovo svi pravoslavni banjolučki trgovci bili su doseljenici iz Trebinja. On dalje kaže kako je bila obrazovana posebna kasta trgovaca, koja je predstavljala svojevrsnu aristokraciju u odnosu na ostalo stanovništvo.

### 19. stoljeće
Sredinom 19. stoljeća, oko 10 % stanovništva Banje Luke se bavilo trgovinom i obrtom. U Banjoj Luci je održavan najpoznatiji godišnji sajam, za koji je donošena roba i dovažena stoka iz svih krajeva Bosne. Postajući važno gospodarsko središte, Banja Luka se ubrzo formirala i kao jak nacionalno-politički centar. Među prvim učenim borcima za narodna prava i slobode u 19. stoljeću javlja se Ivan Franjo Jukić, rođen 1818. u Banjoj Luci. Pored svećeničkog poziva on se bavi i književnošću kao i općenarodnim problemima i potrebama. Početkom druge polovice 19. stoljeća otvara se u Banjoj Luci bogoslovija, koja je narodu i Crkvi dala nekoliko izvrstnih svećenika, učitelja i narodnih boraca. Bogoslovija je osnovana kao rezultat zauzimanja poduzetnih banjolučkih Srba, trgovaca i građana: Trifuna Jungića, Đorđa Delića, Tome Radulovića, Jove Pišteljića, Jove Kneževića, Save Miljića, Riste Vukića i Save Bilbije. Prvi upravitelj Banjolučke bogoslovije bio je poznati Vaso Pelagić.
Pred kraj turske i početkom austrougarske okupacije, Banja Luka biva željeznicom povezana s ostatkom Europe. Austrougarska vlast podiže široki stambeni pojas. Novi dio grada završava dvima željezničkim kolodvorima, tvorničkim dimnjacima, bolničkim i školskim zgradama, javnim građevinama. Kada je Banja Luka 1879. godine postala sjedište okruga i kotara, formirane su i odgovarajuće ustanove, a središte grada preseljeno je uz lijevu obalu Vrbasa. Samostan "Marija Zvijezda" otvara nekoliko tvornica i električnu centralu koja je osvjetljavala grad. Tvornica duhana sagrađena je 1887. godine. Iako grad nije imao urbanistički plan, tada posađeni banjolučki drvoredi ostali su tu i do današnjih dana, nagoneći suvremene urbaniste da se prilagođavaju njima i njihovoj ljepoti. Što se hotela tiče, hotelu "Balkan" pripadalo je vodeće mjesto, a na dobrom glasu su bili i "Bosna", "Austrija", "Mercel" i "Prunker".

### 20. stoljeće
Za početak Prvog svjetskog rata vezana je jedna zanimljivost. Naime, po objavljivanju rata Srbiji, Austro-Ugarska je u Banjoj Luci uhitila sve uglednije Srbe i optužila ih za veleizdaju. Slobodu za njih uspio je izboriti Alfonso XIII., tadašnji kralj Španjolske, a to je učinio preko svoje majke, Marie Christine od Austrije, koja je bila porijeklom s austrijskog dvora. Zahvalna Banja Luka i danas ima ulicu u samom centru grada koja nosi ime ovoga vladara. Austrougarska vlast u Banjoj Luci okončana je ulaskom srpske vojske u grad 21. studenoga 1918. godine.
Središte današnje Banje Luke formirano je u vrijeme Vrbaske banovine, poslije 1929. godine, kada Banja Luka po drugi put u svojoj povijesti postaje središte šire regije. Zahvaljujući prvom banu, Svetislavu Milosavljeviću, izgrađeni su banska uprava i banski dvor, a između njih je podignuta Saborna crkva Svete Trojice, sa zvonikom visokim 46 metara (danas Crkva Sv. Krista spasitelja). Ban Milosavljević potiče gradnju gradskog parka s vodoskokom i paviljonom za glazbene orkestre, zgrade Higijenskog zavoda, sedam zgrada s pedeset stanova za činovnike, zatim zgrade banke s brončanim kipovima ispred ulaza. U njegovo vrijeme asfaltirane su prve banjolučke ulice, hotel "Palas" sagrađen je 1935. godine.
Razvoj grada zaustavio je Drugi svjetski rat i njemačko bombardiranje 9. travnja 1941. s velikim razaranjima, a potom i savezničko bombardiranje 1944. U Drugom svjetskom ratu Banja Luka je bila u okviru Nezavisne Države Hrvatske. Mnoge obitelji su protjerane, a neke od njih su završile u sabirnom logoru Jasenovac. Nekada brojna židovska zajednica (uglavnom Sefarda) u Banjoj Luci gotovo sasvim je nestala.
Pripadnici "Poglavnikovog tjelesnog zdruga" (Pavelićeve garde) i VIII ustaške bojne, počinili su u zoru 7. veljače 1942. u banjolučkim naseljima Drakulić, Šargovac i Motike jedan od najvećih zločina na prostoru tadašnje Nezavisne Države Hrvatske. U ovom masakru hladnim oružjem je ubijeno oko 2300 Srba, većinom staraca, žena i djece. Grad su osvojili Partizani 22. travnja 1945.
NDH je imala planove za premještanje glavnog grada iz Zagreba, koji se nalazio na rubu njenog teritorija, u Banja Luku, koja je bila "zemljopisno" u središtu.
1947. izmjerena je najniža temperatura u Banjoj Luci ikad: -28,4 Celzijeva stupnja.
Najteži udarac u poslijeratnom razdoblju (SFRJ) gradu je zadao katastrofalni potres iz 1969. Godine. Najrazorniji udar dogodio se 27. listopada 1969. Podrhtavanje tla počelo je u noći 26. listopada u 2.55 h po lokalnom vremenu jakim „prethodnim udarom“; podrhtavanje se nastavilo do 8.53 h, kada je grad pogodio potres jačine 8° Mercallijeve ljestvice, odnosno 6° po Richteru s epicentrom u samom centru grada (gdje se danas nalazi zgrada robne kuće „Boska“). Zahvaljujući pravovremenim reakcijama, broj ljudskih žrtava je sveden na minimum (15 poginulih, a blizu 1000 ranjenih). Materijalna šteta bila je ogromna. Ukupno je oštećeno 112 gospodarskih objekata, 36.267 stanova, 131 školska zgrada, svi objekti kulture, socijalne zaštite i javnih službi. Medicinski centar je do temelja srušen. Gospodarstvo je pretrpjelo značajne gubitke. Nakon potresa došlo je vrijeme velike obnove grada te je izgrađeno mnoštvo novih objekata i stambenih naselja.
Nakon potresa u grad se doselilo dosta Srba i to većinom iz Srbije. Postotak Srba u gradu je rastao, tako da je 1991. grad imao 49 % Srba.
Za vrijeme rata u BiH u Banjoj Luci nije bilo izravnih razaranja, ali je došlo do značajnih promjena u nacionalnoj strukturi stanovništva. U grad je došao veliki broj izbjeglih i raseljenih Srba, a iz njega je isto tako izbjegao veliki broj Hrvata i Bošnjaka. Pored toga, ovaj period banjolučke povijesti obilježio je još jedan tragičan događaj. Od 22. svibnja do 19. lipnja 1992. godine u Klinici za dječje bolesti u Banjoj Luci umrlo je 12 novorođenčadi. Svima je kisik za inkubatore bio neophodan, međutim, zbog ratnih zbivanja, bila je onemogućena dostava spremnika s kisikom kopnenim putem, kojim je Banja Luka do tada bila opskrbljivana. Zračni put, je također bio upitan radi zabrane letenja iznad BiH. Avion s bocama kisika je na batajničkom aerodromu nekoliko dana čekao posebno odobrenje za polijetanje. Unatoč brojnim apelima za pomoć, ovo odobrenje nikada nije stiglo.

## Stanovništvo
Prvi popis stanovništva u Banjoj Luci provele su austrougarske vlasti 1879. godine. Naselje Banja Luka tada je imalo 9650 stanovnika, a kotar (veća upravna jedinica, slično županiji) 86.209 stanovnika. Svakim sljedećim popisom stanovnika utvrđen je sve veći broj te je grad sve više rastao.
Jedini, ali neznatan pad s obzirom na prethodni popis, bilježi se 1948. godine, a glavni razlog je Drugi svjetski rat. Tim popisom u Banjoj Luci zabilježeno je 31.223 stanovnika.
Najveći rast broja stanovnika grad doživljava u godinama poslije potresa 1969. godine. Nakon spomenutog događaja izgrađen je velik broj naselja, što je ubrzalo doseljavanje novog stanovništva iz okolnih krajeva. Tako prema popisu iz 1971. godine Grad Banja Luka ima 90.831 stanovnika, a banjolučka općina 158.736 stanovnika.
Posljednji prijeratni popis stanovništva u Bosni i Hercegovini obavljen je 1991. godine. Podaci koje donosi mogu se vidjeti u prikazanim tablicama:
| Općina Banja Luka  |                   |                  |                  |
| godina popisa      | 1991.             | 1981.            | 1971.            |
| Srbi               | 106.826 (54,61 %) | 93.389 (50,86 %) | 92.465 (58,25 %) |
| Hrvati             | 29.026 (14,83 %)  | 30.442 (16,57 %) | 33.371 (21,02 %) |
| Muslimani          | 28.558 (14,59 %)  | 21.726 (11,83 %) | 24.268 (15,28 %) |
| Jugoslaveni        | 23.656 (12,08 %)  | 31.347 (17,07 %) | 4684 (2,95 %)    |
| ostali i nepoznato | 7626 (3,89 %)     | 6714 (3,65 %)    | 3948 (2,48 %)    |
| ukupno             | 195.692           | 183.618          | 158.736          |

| Grad Banja Luka    |                  |                  |                  |
| godina popisa      | 1991.            | 1981.            | 1971.            |
| Srbi               | 70.155 (49,03 %) | 51.839 (41,82 %) | 41.297 (45,46 %) |
| Muslimani          | 27.689 (19,35 %) | 20.916 (16,87 %) | 23.411 (25,77 %) |
| Hrvati             | 15.700 (10,97 %) | 16.314 (13,16 %) | 17.897 (19,70 %) |
| Jugoslaveni        | 22.645 (15,82 %) | 30.318 (24,46 %) | 4606 (5,07 %)    |
| ostali i nepoznato | 6890 (4,81 %)    | 4550 (3,67 %)    | 3620 (3,98 %)    |
| ukupno             | 143.079          | 123.937          | 90.831           |

| Religija                 | Broj    | Postotak |
| ------------------------ | ------- | -------- |
| Srpska pravoslavna Crkva | 168.985 | 90,25 %  |
| Islam                    | 10.526  | 4,07 %   |
| Rimokatolička Crkva      | 4842    | 2,62 %   |
| Agnosticizam             | 412     | 0,22 %   |
| Ateizam                  | 855     | 0,45 %   |
| Ostali                   | 4422    | 2,32 %   |
| Sveukupno                | 190.042 | 100 %    |

### Mjesne zajednice u Banjoj Luci
Grad Banja Luka ima ukupno 57 mjesnih zajednica.
Gradsko središte:
- Centar
- Borik
- Obilićevo[7]
- Bulevar
- Starčevica
- Kočićev vijenac[7]
- Pobrđe
- Lauš
- Nova Varoš
- Rosulje
- Paprikovac
- Petrićevac
- Lazarevo[7]

Naselja koja pripadaju općini Banjoj Luci:
- jugoistočno: Rebrovac, Vrbanja, Debeljaci
- južno: Srpske toplice, Novoselija,
- istočno: Medeno Polje, Česma, Kumsale, Mađir, Trapisti
- sjeverno:Drakulić, Motike. Derviši, Novakovići, Tunjice, Vujinovići, Zalužani, Priječani[7]

Velika naselja koja pripadaju općini Banjoj Luci:
- Motike
- Saračica
- Dragočaj
- Kuljani

i sela koja pripadaju općini Banjoj Luci:
- južno: Kola, Jagare, Karanovac, Rekavice, Bočac, Agino Selo, Krupa na Vrbasu
- jugoistočno: Zeleni Vir, Bistrica
- zapadno: Stratinska, Barlovci, Stranjani, Matoševci
- sjevernozapadno:  Mišin Han, Potkozarje

## Gospodarstvo
Godine 1981. dohodak po glavi stanovnika u Banjoj Luci iznosio je 97 % jugoslavenskog prosjeka.
Do 1992. godine i početka ratnih sukoba Banja Luka je bila snažno gospodarsko središte s razvijenom industrijom i 63.000 zaposlenih. Razvoj grada bio je zasnovan na razvitku industrije, uz dominaciju sekundarnog odjeljka u kojem je bilo zaposleno 54 % ukupnog broja zaposlenih. Iako grad nije izravno pogođen ratom, gospodarstvo Banje Luke tijekom sukoba stagnira. Time je propuštena nova tehnološka generacija, a instalirana oprema zastarjela je. Također, narušene su tradicionalne gospodarske veze, čime su izgubljeni značajni kupci i tržišta.
Nakon završetka rata provodi se proces privatizacije, koji još nije u potpunosti dovršen.
U posljednjih nekoliko godina naglo se razvija financijski sektor i Banja Luka postaje financijsko središte. U 2002. godini s radom počinje novoosnovana Banjolučka burza. Tako se dionice najvećih gospodarskih subjekata Republike Srpske uvrštavaju na kotaciju. Među njima se nalaze dionice Telekoma Srpske, Rafinerije ulja Modriča, Banjolučke pivare, Vitaminke i sl. Pojavljuju se investitori iz Slovenije, Hrvatske i Srbije, a potom i iz Europske unije, Norveške, SAD-a, Japana i Kine. Osim burze, u gradu su smještene i druge važne financijske institucije kao što su Komisija za hartije od vrijednosti Republike Srpske (komisija za vrijednosne papire), Agencija za bankarstvo Republike Srpske i Uprava za indirektno oporezivanje BiH.

## Turizam i znamenitosti
Budući da se grad proteže obalama donjeg toka Vrbasa, na ovim prostorima ribolov je veoma staro zanimanje. Također, kanjoni ovih rijeka su i turističke atrakcije. Osim sjeverne strane, Banja Luka je okružena šumovitim brdima s raznovrsnom divljači. Lovišta srna se nalaze na Manjači i Čemernici, rezervati medvjeda u šumama kod Maslovara i Šipraga (općina Kotor Varoš), a jezero Bardača (kod Srpca) obiluje barskom divljači, pretežno divljim patkama i guskama. Trapiska šuma poznato je lovište fazana i zečeva, kojih ima i u rezervatu na području Potkozarja.
Zahvaljujući blizini termalnih izvora (Laktaši, Srpske Toplice, Slatina, Kulaši), Banja Luka ima uvjete za razvoj kupališno-rekreativnog turizma. Izvori su zbog ljekovitih svojstava korišteni još u doba Rimljana, ali do danas nije završena njihova rekonstrukcija i modernizacija.
Banja Luka je dugo zvana grad zelenila, jer je imala više od 10.000 zasađenih stabala, lijepo uređene parkove i zelenim površine. Planovi vezani za razvoj turizma podrazumijevaju obnovu tvrđave Kastel i uređenje obala Vrbasa i zelenih oaza u blizini grada (Banj brdo, Šibovi, Trapisti i izletišta pored Vrbanje).
U posljednje vrijeme u okolici grada sve je popularniji i avanturistički turizam, poput raftinga, kajakaštva, planinarenja, speleologije, paraglidinga i sličnih aktivnosti, za koje rijeka Vrbas i njezin kanjon predstavljaju idealnu lokaciju.
Slijedi popis najpoznatijih gradskih znamenitosti:
- Zgrada gradske uprave i banskog dvora
- Saborna pravoslavna crkva Krista spasitelja
- Katedrala svetog Bonaventure – katedralna crkva Banjalučke biskupije
- Tvrđava Kastel u Banjoj Luci
- Džamija Ferhadija
- Muzej Republike Srpske
- Muzej suvremene umjetnosti Republike Srpske
- Narodno kazalište Republike Srpske
- Palača republike (ili sjedište predsjednika Republike Srpske)
- Gospodska ulica
- Spomenik Petru Kočiću
- Univerzitetski grad – spomenik parkovske arhitekture
- Trapistički samostan Marija Zvijezda (proizvođači prve elktrične energije u Banja Luci)[8]
- Banj brdo
- Spomenik Topola užasa
- Spomenik Dvanaest beba

## Kultura i obrazovanje
Dok Banjom Lukom nisu došli osmanski vladari, u njoj je bilo oko 120 crkava. Od toga je bilo 15 franjevačkih te nekoliko samostana: dominikanskih, pavlinskih i ivanovačkih. Od svih tih crkava preživjela je jedino crkva sv. Ive u Podmilačju, koju su velikosrbi srušili u agresiji 1993. godine.
U europsko kulturno ruho Banja Luka počela se vraćati tek s austrougarskom okupacijom, jer je turska vlast bila nepovjerljiva prema svim europskim idejama i kulturnim potrebama. Najjači kulturni trag u novijoj Banjoj Luci, pored nekoliko osnovnih i vjerskih škola, trgovačke i djevojačke škole, ostavila je Velika realka, gimnazija otvorena 1895. godine. Njeno otvaranje privuklo je u Banju Luku veći broj intelektualaca profesora. Organiziraju se đačka i građanska prosvjetno-kulturna društva i ustanove, koji održavaju veze s gradovima u unutrašnjosti. Dolazak Petra Kočića (1906.) u Banju Luku označava početak jednog novog povijesnog poglavlja u životu grada. Petar Kočić je pokrenuo listove "Otadžbina" i "Razvitak" oko kojih se okuplja grupa kulturnih, književnih i političkih zaposlenika iz ovog grada. Danas je Banja Luka sveučilišno središte sjevernog dijela Bosne. U znak zahvalnosti Petru Kočiću u Banjoj Luci je početkom 1930. godine osnovano društvo "Zmijanje". Ono je namjeravalo Kočiću podići spomenik i prenijeti njegove kosti u Banju Luku. Spomenik su, dvije godine kasnije, izradili kipari Antun Augustinčić i Vanja Radauš te je otkriven 6. studenog 1932. godine. Posmrtni ostatci pisca i narodnog tribuna nisu preneseni u Banju Luku, jer je njegova obitelj odustala od toga.
Banja Luka danas djeluje kao kulturno središte. Narodna i sveučilišna knjižnica "Petar Kočić" ima 150 000 knjiga i 3500 unikata velike vrijednosti. Narodno kazalište osnovano je 1930. godine. U isto vrijeme osnovan je i Muzej, koji kao i Arhiv posjeduje značajno kulturno-povijesno blago. Tu su nadalje još i Umjetnička galerija, Dječje kazalište. Grad je i medijski centar, jer u njoj djeluju mnogobrojne televizijske i radio stanice kao RTRS, a mnoštvo listova i časopisa izlazi u Banjoj Luci. Središte kulturnih događanja i manifestacija je kulturni centar Banski dvor u centru grada. 
U Banjoj Luci danas djeluje Katolički školski centar Blaženi Ivan Merz.
Visoko školstvo u Banja Luci započinje osnutkom visokog filozofsko-teološkog učilišta u katoličkom samostanu „Marija Zvijezda“ oko 1907. godine.

### Sveučilište
Sveučilište u Banjoj Luci vodeća je visokoškolska znanstveno-obrazovna institucija u Republici Srpskoj i drugo po veličini sveučilište u Bosni i Hercegovini. Osnovano je 7. studenog 1975. godine, a njegovom osnivanju prethodilo je formiranje nekoliko viših škola i fakulteta. 
Na Sveučilištu u Banjoj Luci, znanstveno-nastavni i umjetnički rad obavlja se na 16 fakulteta i Akademiji umjetnosti. Fakulteti i akademije pokrivaju sva znanstvena područja (prirodoslovno, tehničko, biotehničko, biomedicinsko, društveno, humanističko i umjetničko). Većina fakulteta Sveučilišta u Banjoj Luci nalazi se u sklopu dva sveučilišna kampusa, smještena nedaleko od obala rijeke Vrbas, u neposrednoj blizini centra grada. 
Trenutno na Sveučilištu studira oko 15.000 studenata iz svih krajeva Bosne i Hercegovine i iz inozemstva. Nastava se izvodi na 66 studijskih programa prvog ciklusa studija, na 64 programa drugog ciklusa, uz dva kombinirana studijska programa, te na 13 studijskih programa i jedan kombinirani studijski program trećeg ciklusa studija.

## Promet

### Javni prijevoz
Javni prijevoz u gradu obavlja se autobusima i taksijima. Više od 30 autobusnih linija svakodnevno povezuje središnje dijelove grada s predgrađima.

### Cestovni promet
Cestovni promet najrazvijenija je vrsta prometa u Banjoj Luci. Važne ceste koje prolaze kroz grad magistralne su ceste M4 (Novi Grad – Doboj) i M16 (Bosanska Gradiška – Crna Rijeka (Jajce)). Nakon razdoblja općenite stagnacije u razvoju prometne infrastrukture na području grada i cijele Republike Srpske, u zadnjih nekoliko godina radi se na modernizaciji i rekonstrukciji prometnica. U tijeku je izgradnja autoceste Banja Luka – Bosanska Gradiška (E-661) koji će povezivati Banju Luku s autocestom E-70 (Beograd – Zagreb). Planirana je i izgradnja mreže autoputeva, koju bi pored navedenog činili i pravci Novi Grad – Banja Luka, Banja Luka – Doboj, Šamac – Doboj, Šamac – Bijeljina i Banja Luka – Kupres.

### Željeznički promet
Željeznički promet odvija se na domaćoj liniji Doboj – Banja Luka – Prijedor – Novi Grad – Dobrljin i međunarodnim linijama Zagreb – Banja Luka – Sarajevo – Ploče i Banja Luka – Bosanski Šamac – Vinkovci – Beograd.

### Zračni promet
Banjolučka zračna luka nalazi se u mjestu Mahovljani, 23 km sjeverno od grada. Iako je izgrađena 1985. godine, za putnički promet otvorena je tek krajem 1997., dok sustav prijevoza tereta još nije uspostavljen. Prva redovna putnička linija Beograd – Banja Luka – Beograd otvorena je promotivnim letom Jugoslovenskog aerotransporta 2. ožujka 1998. godine. Danas zrakoplovi polijeću prema dvije europske destinacije: Ljubljani i Zurichu. Osim toga, ova zračna luka koristi se kao zamjenska za one u Zagrebu i Sarajevu, te zrakoplovi ovdje slijeću kada zbog vremenskih neprilika ne mogu sletjeti u neki od ta dva grada.

## Šport
Najpoznatiji banjolučki športaši su rukometaši. Godine 1975. RK Borac Banja Luka bio je doprvak Europe, a godinu kasnije i prvak Europe. Osim toga, 1991. godine osvojili su i Kup IHF.
Nogometni klub, također imena Borac (FK Borac Banja Luka), natječe se u Premijer ligi BiH, a najveći ostvareni uspjeh mu je osvajanje Srednjoeuropskog nogometnog kupa. Stadion na koji je dom Borca zove se Gradski stadion FK Borac. Osim nogometa i rukometa, u posljednje vrijeme razvija se i tenis. Od 2002. godine se održava ATP turnir 'Banja Luka Challenger' na terenima 'TK Mladost'. Također, godine 2006. u Banjoj Luci igrali su se i pojedini susreti Davis Cupa euroafričke zone, skupine 3.
Godine 2005. Europsko prvenstvo u raftingu održano je na Vrbasu, a 2009. Svjetsko prvenstvo u raftingu, ovaj put uz Vrbas vozilo se i na rijeci Tari.
U posljednje vrijeme u Banjoj Luci se razvijaju športovi koji su malo zastupljeni u zemlji, kao streljaštvo ili floorball.
Značajnije športske uspjehe još su postizali i boksači, šahisti, biciklisti i košarkaši. Danas je u Banjoj Luci organizirano i aktivno radi više od 100 športskih organizacija, saveza, športsko-rekreativnih društava i udruženja u više od 20 športova.
Na području grada postoji oko 70 športskih objekata. Uz već navedeni nogometni stadion FK Borca, najpoznatije su športske dvorane „Borik“ i „Obilićevo“, koje su zajedno s kuglanom „Borik“ u sastavu javne ustanove „Sportski centar Borik“.
Od 1976., u naselju Borik, održava se Turnir u malom fudbalu Borik. Turnir je početak imao na rukometnom stadionu Borca još 1959.

## Gradovi prijatelji
- Patras, Grčka
- Kaiserslautern, Njemačka
- Lavov, Ukrajina
- Moskva, Rusija
- Kranj, Slovenija
- Ljubljana, Slovenija
- Beograd, Srbija
- Novi Sad, Srbija
- Srijemska Mitrovica, Srbija
- Graz, Austrija

## Poznate osobe
- Mladen Bojinović, srpski rukometaš
- Nela Eržišnik, hrvatska glumica
- Muhamed Filipović, bosanskohercegovački filozof
- Stanislav Galić, srpski ratni zločinac
- Slađana Golić, srpska košarkašica
- Cecilija Grgić, hrvatska redovnica
- Anton Josipović, hrvatski boksač
- Jelena Jovanova, sjevernomakedonska glumica
- Božidar Jović, hrvatski rukometaš
- Ivan Franjo Jukić, hrvatski pisac i franjevac
- Nasiha Kapidžić-Hadžić, bosanskohercegovačka spisateljica
- Tomislav Knez, hrvatski nogometaš
- Franjo Komarica, banjolučki biskup
- Saša Lošić, bosanskohercegovački glazbenik
- Filip Lukenda, hrvatski svećenik
- Ivan Ljubičić, hrvatski tenisač
- Vahida Maglajlić, bosanskohercegovačka partizankinja
- Guido Del Mestri, talijanski kardinal
- Ivan Merz, blaženik
- Zlatan Muslimović, bosanskohercegovački nogometaš
- Mustafa Nadarević, bosanskohercegovački glumac
- Zlatko Saračević, hrvatski rukometaš i trener
- Irfan Smajlagić, hrvatski rukometaš
- Velimir Sombolac, srpski nogometaš i nogometni trener
- Neven Subotić, srpski nogometaš
- Dušan Šestić, bosanskohercegovački skladatelj, skladao himnu Bosne i Hercegovine
- Marija Šestić, bosanskohercegovačka pjevačica
- Ognjen Vranješ, bosanskohercegovački nogometaš

## Zanimljivosti
- Po gradu je nazvana izvorna skladba Phila Woodsa, Banja Luka, koju je 1959. godine napisao za sastav Quincyja Jonesa.

## Unutarnje poveznice
- Republika Srpska
- Banjolučka biskupija
- Vrbas
- FK Borac Banja Luka

## Vanjske poveznice
Sestrinski projekti
|  | Zajednički poslužitelj ima još gradiva o temi Banja Luka |
|  | Wikizvor ima izvorni tekst Ima jedan grad                |

Vanjske poveznice
- Službena stranica grada
- Banja Luka (engl.) u mrežnome izdanju Britannice